# Эске-сюр-Сёль
Эске́-сюр-Сёль (фр. Esquay-sur-Seulles) — коммуна во Франции, находится в регионе Нижняя Нормандия. Департамент коммуны — Кальвадос. Входит в состав кантона Ри. Округ коммуны — Байё.
Код INSEE коммуны — 14250.

## Население
Население коммуны на 2010 год составляло 338 человек.
| 1962 | 1968 | 1975 | 1982 | 1990 | 1999 | 2010 |
| ---- | ---- | ---- | ---- | ---- | ---- | ---- |
| 242  | 258  | 260  | 278  | 303  | 339  | 338  |

## Экономика
В 2010 году среди 231 человека трудоспособного возраста (15—64 лет) 170 были экономически активными, 61 — неактивными (показатель активности — 73,6 %, в 1999 году было 75,0 %). Из 170 активных жителей работали 145 человек (77 мужчин и 68 женщин), безработных было 25 (11 мужчин и 14 женщин). Среди 61 неактивных 18 человек были учениками или студентами, 32 — пенсионерами, 11 были неактивными по другим причинам.